# Золотая булла

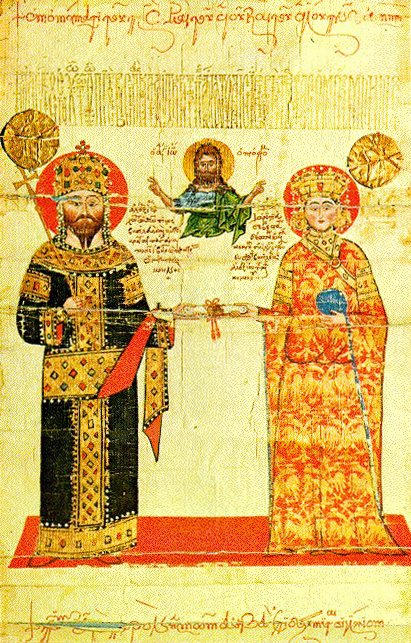
Имперский хрисовул Алексея III Трапезундского, 1374 год.

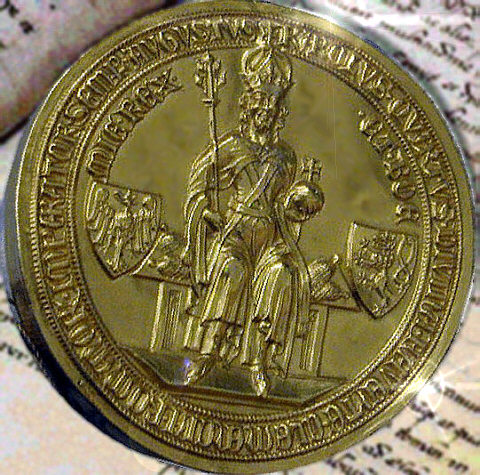
Золотая печать императора.

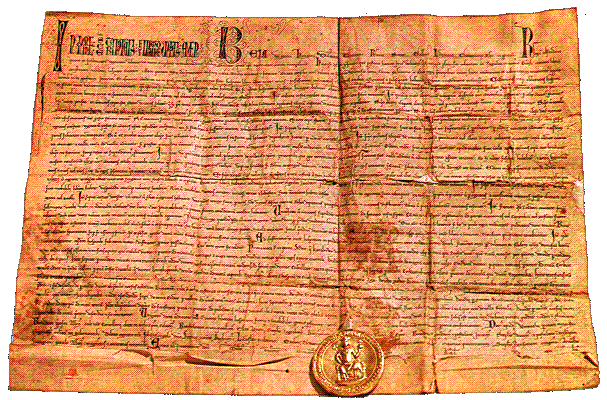
Золотая булла 1242 года Белы IV для жителей Загреба в Хорватии.

Золота́я бу́лла, Хрисову́л (лат. bulla aurea; греч. Χρυσόβουλλον) — золотая двусторонняя вислая печать, скреплявшая декреты западноевропейских и византийских монархов в Средние века и эпоху Ренессанса. 

## История
Булла изначально стала применяться в Византии, где также означает тип византийских императорских грамот, в которую император собственноручно пурпурными чернилами вписывал несколько слов, ставил подпись и дату. Хрисовулы скреплялись печатью (иногда золотой) на шёлковом шнуре.
В форме хрисовул публиковались законы, межгосударственные договоры, важнейшие жалованные грамоты.
Наиболее известные золотые буллы:
- Золотая булла 1136 года папы Иннокентия II
- Золотая булла 1212 года (Золотая сицилийская булла) императора Фридриха II
- Золотая булла 1213 года императора Фридриха II
- Золотая булла 1214 года императора Фридриха II
- Золотая булла 1222 года венгерского короля Эндре (Андрея) II
- Золотая булла 1226 года (в Римини) императора Фридриха II
- Золотая булла 1242 года венгерского короля Белы IV
- Золотая булла 1267 года венгерского короля Белы IV
- Золотая булла 1348 года короля Богемии Карла I (позже ставшего императором Карлом IV)
- Золотая булла 1356 года императора Карла IV Люксембургского
- Золотая булла 1702 года императора Леопольда I